# Rhodotorula auriculariae
Rhodotorula auriculariae är en svampart som först beskrevs av Nakase, och fick sitt nu gällande namn av Rodr. Mir. & Weijman 1988. Rhodotorula auriculariae ingår i släktet Rhodotorula, ordningen Sporidiobolales, klassen Microbotryomycetes, divisionen basidiesvampar och riket svampar.   Inga underarter finns listade i Catalogue of Life.